# Georgij Georgijevič Jakobson
Georgij Georgijevič Jakobson (rusky Георгий Георгиевич Якобсон; 1871 – 23. listopad 1926) byl ruský entomolog, převážně koleopterolog, který je entomologické veřejnosti známý jako autor některých významnějších koleopterologických prací z území Ruské říše.

## Biografie
Jakobson se narodil roku 1871 v Petrohradě. V roce 1893 ukončil Fyzikálně-matematickou fakultu Petrohradské univerzity. V letech 1894 až 1895 pracoval na Ministerstvu hospodářství a pak působil v zoologických muzeích Petrohradské akademie věd (Петербургская Академия наук) ve funkci mladšího zoologa.
Během svého života několikrát navštívil různé regiony Ruska, kde vykonával výzkum a sběr hmyzu, přičemž se věnoval hlavně systematice a faunistice mandelinek (Mandelinkovití), neboť byl jedním z nejlepších odborníků na palearktické druhy této čeledi.
Do historie entomologie se Jakobson zapsal jako autor dvou významných koleopterologických prací:
První je: Прямокрылые и ложносетчатокрылые Российской империи z roku 1905, která se zabývá několika řády hmyzu a napsal ji společně s Valentinem Ľvovičom Bianchim. Kniha obsahuje 952 stran textu a 22 barevných tabulí.
Nejvýznamnějším dílem G. G. Jakobson je však jeho komplexní a gigantická práce, která se zabývá brouky Ruska a sousedních území a vyšla v Rusku pod originálním názvem Жуки России и сопредельных стран. V knize uvedl autor výsledky své mnohaleté práce na řádu brouků Ruska.